# Хвассер, Элиса
Элиса Хвассер (швед. Ebba Charlotta Elise Hwasser, 16 марта 1831 — 28 января 1894) — шведская театральная актриса

.

## Биография
Элиса Якобссон родилась в Стокгольме в 1831 году году в семье таможенника Юханнеса Магнуса Якобссона и Катарины (Кайсы) Марии Бергстрём. Будучи ребёнком, она работала посыльной у старшей сестры, доставляя её клиентам искусственные цветы.
В 1848 году она поступила учиться в актёрскую школу Dramatens elevskola, в следующем 1849 году, будучи ещё ученицей, выступала в Королевском драматическом театре, а в 1850 году уже заменила рано ушедшую из жизни Аврору Страндберг. В 1853 году она стала примой, вошла в число элитных актрис, а в 1863 году с ней подписали пожизненный контракт.
Элиса сразу проявила себя талантливой актрисой. Вначале она исполняла роли романтичных инженю, но постепенно ей стали доверять и главные роли в серьёзных драматических произведениях. Критики отмечали её разносторонность и способность исполнить любые партии, что в те времена было не очень распространено — актёры, как правило, придерживались одного амплуа. Так, Элиса с успехом сыграла таких классических героинь как Офелию, Джульетту, Дездемону, Марию Стюарт, но её самыми известными ролями были персонажи популярных в те времена романов, например, Джен Эйр Шарлотты Бронте и Нору в пьесе Ибсена «Кукольный дом».
В 1865 году король Карл XV наградил Элису Хвассер золотой медалью Литературы и искусств.
Элиса покинула сцену в 1888]] году. В 1894 году она ушла из жизни на своей вилле Västråt.

## Личная жизнь
Элиса считалась эксцентричной, эмансипированной женщиной, поскольку имела привычку курить сигары и употреблять алкоголь, что в те времена было присуще только мужчинам. Она интересовалась движением за равноправие женщин и играла в тех пьесах, в которых рассказывалось о женской судьбе. Некоторое время она имела романтичные отношения с наследным принцем, будущим королём Карлом XV. Замуж она вышла в 1858 году за Даниэля Хвассера. В этом браке родилась дочь — Анна Лиса Хвассер-Энгельбрехт.
В том же 1858 году её муж стал руководителем Королевского драматического театра, и в это же время Элиса Хвассер стала получать главные роли в театральных постановках, что сразу породило слухи о протекции со стороны короля. Однако слухи постепенно угасли, поскольку талант Элисы был бесспорен, у короля появилась другая любовница, а Даниэль Хвассер оставил пост руководителя. Супруги Хвассер имели широкий круг общения как в артистических кругах, так и в окружении Карла XV.